# Трновац (Велика)
Трновац је насељено место у општини Велика, у западној Славонији, Република Хрватска.

## Историја
До нове територијалне организације налазило се у саставу бивше велике општине Славонска Пожега.

## Становништво
На попису становништва 2011. године, Трновац је имао 398 становника.

## Попис1991.
На попису становништва 1991. године, насељено место Трновац је имало 324 становника, следећег националног састава:
| Попис 1991.‍ | Попис 1991.‍ | Попис 1991.‍ | Попис 1991.‍ | Попис 1991.‍ |
| ----------- | ----------- | ----------- | ----------- | ----------- |
|             |             |             |             |             |
| Хрвати      | Хрвати      |             | 312         | 96,29%      |
| Југословени | Југословени |             | 1           | 0,30%       |
| остали      | остали      |             | 2           | 0,61%       |
| непознато   | непознато   |             | 9           | 2,77%       |
| укупно: 324 |             |             |             |             |